# Giovanni Battista Cartei

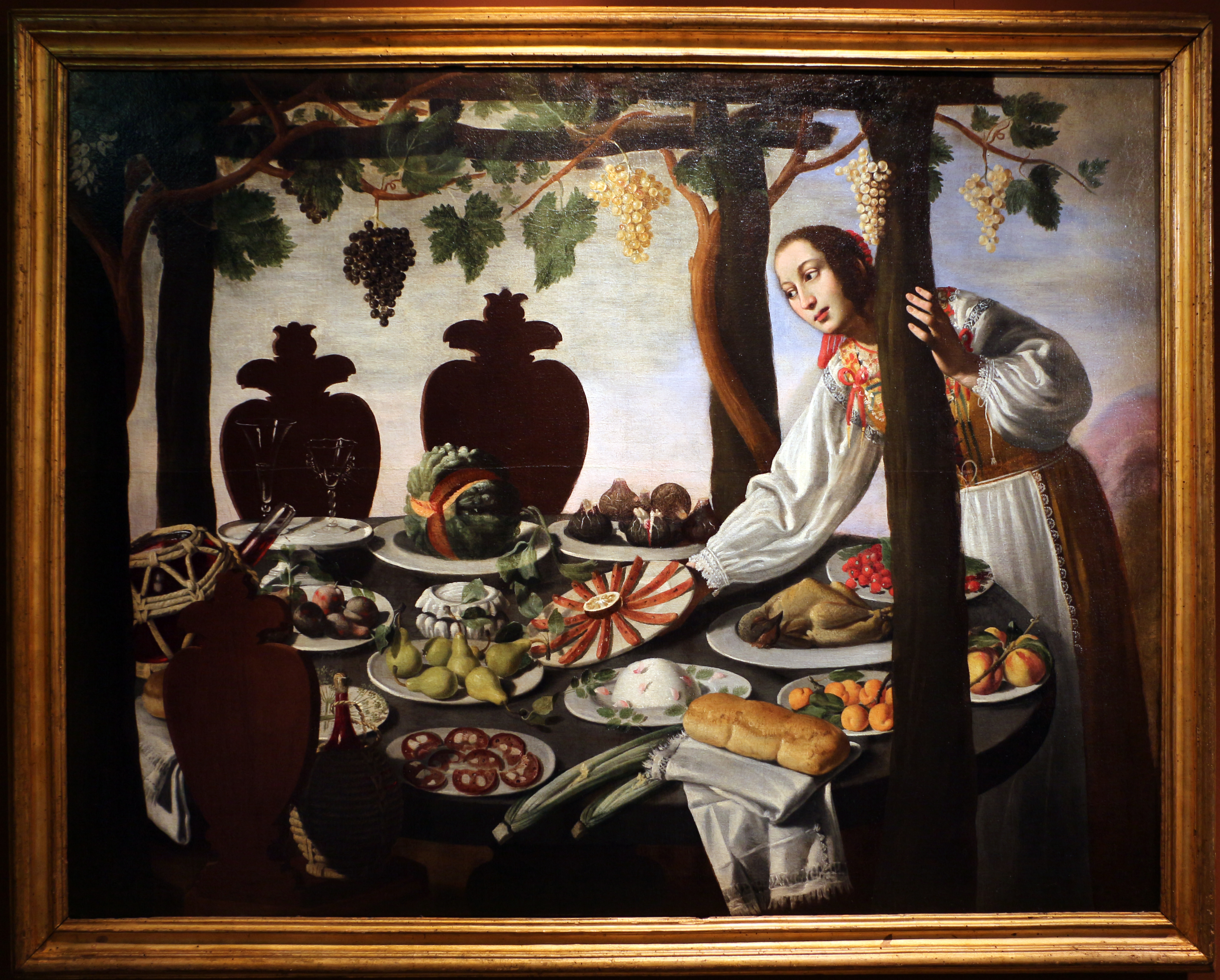
Allegoria dell'Autunno o del Gusto, collezione privata

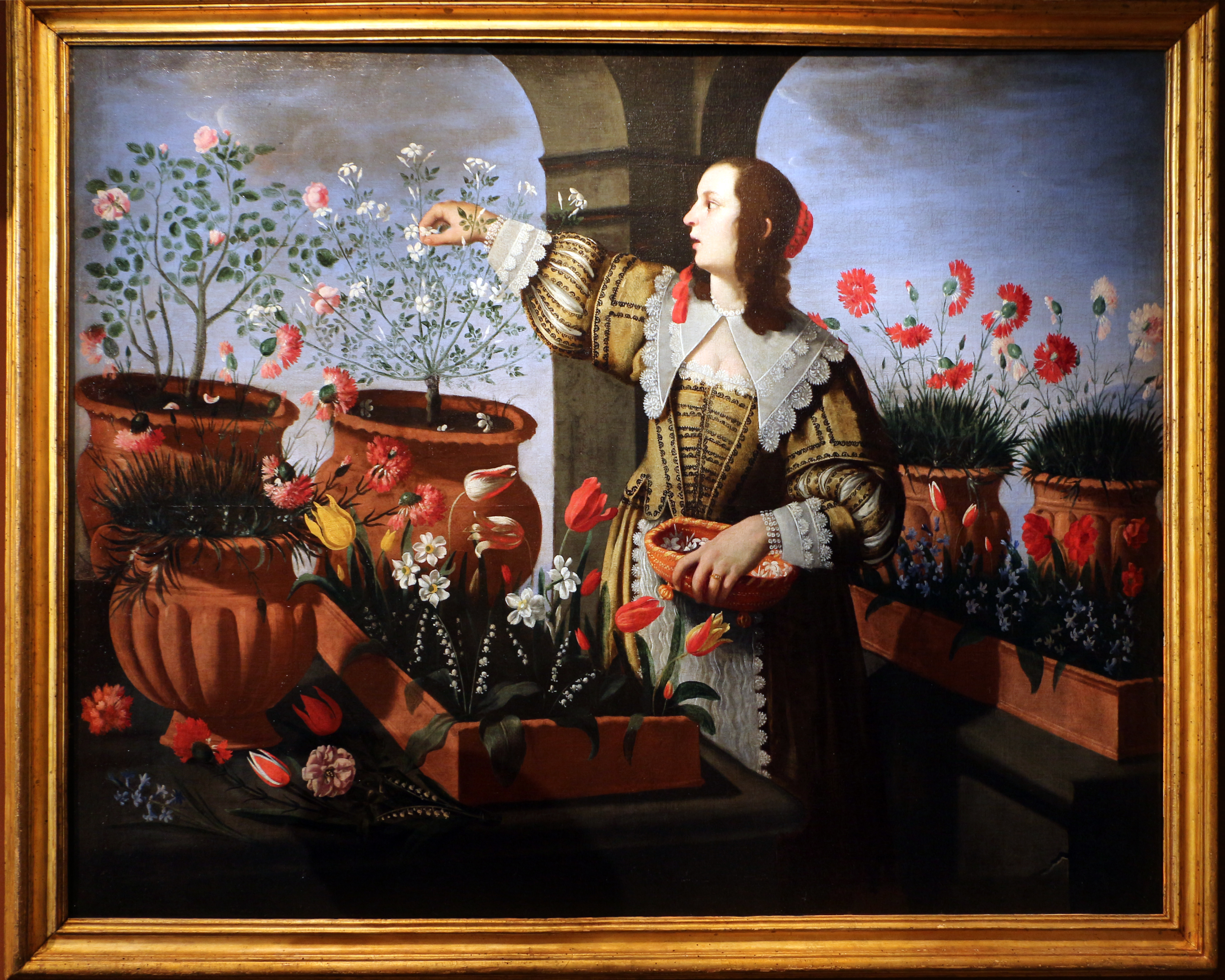
Allegoria della Primavera o dell'Odorato, collezione privata

Giovanni Battista Cartei (fl. XVII secolo) è stato un pittore italiano, attivo a Firenze e in Toscana tra il 1630 e il 1656.

## Biografia
Figlio di un certo Domenico, se ne ignorano gli estremi biografici. I pochi documenti che lo riguardano sono legati alle carte dell'Accademia delle Arti del Disegno, dove risulta iscritto dal 1630 al 1653.
Il suo maestro fu probabilmente Michelangelo Cinganelli, con un probabile suo alunnato durante la decorazione di alcuni ambienti di palazzo Pitti. Lo si ritrova infatti come specialista di sfondati e pergolati, in voga nella prima metà del secolo, come in quello realizzato presso la terrazza di Casa Buonarroti nel 1636.
Una sua opera a carattere religioso si trova nella chiesa di Santa Maria a Limite sull'Arno (Madonna del Rosario e santi, 1631). Gli viene inoltre attribuita una serie incompleta di allegorie delle Stagioni o dei Sensi, con figure femminili, in collezione privata.